# Rijksbelasting
Een Nederlandse rijksbelasting is een belasting die van rijkswege door de rijksbelastingdienst wordt geheven. Het Rijk beslist over deze belasting en int haar, en de opbrengst komt toe aan het Rijk. 
Belastingen vanwege het Rijk geheven onderscheiden zich van belastingen die door lagere overheden worden geheven, bijvoorbeeld door provincies, gemeenten, waterschappen en openbare lichamen BES (eilandbelastingen). Binnen de beperkingen van landelijke wetten beslist de lagere overheid over de belasting en int haar, en de opbrengst komt toe aan de lagere overheid. 
Een rijksbelasting geldt echter niet noodzakelijk voor heel Nederland: de Belastingwet BES en nog twee wetten regelen samen zeven belastingen specifiek voor Caribisch Nederland. Omgekeerd gelden de andere rijksbelastingen niet voor Caribisch Nederland.
De terminologie moet niet verward worden met die van rijkswet, een wet die niet alleen voor Nederland geldt, maar voor het gehele Koninkrijk der Nederlanden. Rijksbelastingen worden dus geregeld in Nederlandse wetten, geen rijkswetten; er zijn geen belastingen die voor het gehele koninkrijk gelden. 

## Voorbeelden rijksbelastingen
- Inkomstenbelasting
- Loonbelasting
- Vennootschapsbelasting (alleen in Europees Nederland)*
- Vastgoedbelasting (alleen in Caribisch Nederland)
- Dividendbelasting (alleen in Europees Nederland)*
- Opbrengstbelasting (alleen in Caribisch Nederland)
- Kansspelbelasting
- Erfbelasting (alleen in Europees Nederland)
- Schenkbelasting (alleen in Europees Nederland)
- Motorrijtuigenbelasting (alleen in Europees Nederland een rijksbelasting)
- Omzetbelasting (alleen in Europees Nederland)
- Algemene bestedingsbelasting (alleen in Caribisch Nederland)
- Assurantiebelasting (alleen in Europees Nederland)
- Overdrachtsbelasting
- Belasting van personenauto's en motorrijwielen (alleen in Europees Nederland)
- Belastingen op milieugrondslag (alleen in Europees Nederland), zoals:
  - Belasting op leidingwater
  - Kolenbelasting
  - Energiebelasting
  - Verpakkingenbelasting

- *: Deze belastingen kunnen ook worden geheven in Caribisch Nederland op basis van een fictiebepaling. Deze bepaalt dat een onderneming met vestiging in Caribisch Nederland geacht wordt in Europees Nederland gevestigd te zijn, tenzij vastgesteld is dat de onderneming in voldoende mate in Caribisch Nederland actief is (oftewel dat deze onderneming geen brievenbusfirma is).